# Peter Reuschenbach
Peter Willi Reuschenbach (* 24. August 1935 in Oberhausen; † 10. April 2007 in Essen) war ein deutscher Politiker (SPD).

## Leben
Peter Reuschenbach war Sohn eines Bergmanns gleichen Namens, welcher noch vor seiner Geburt starb. Als Elfjähriger zog er mit seiner Mutter nach Essen. Nach dem Erreichen der Mittleren Reife auf der Realschule absolvierte er eine Ausbildung zum Industriekaufmann beim Unternehmensverband Ruhrbergbau.

## Wirken
Im Anschluss an seine Ausbildung arbeitete Reuschenbach von 1953 bis 1960 als Angestellter bei der Gelsenkirchener Bergwerks-AG. 
Seit 1953 war er Mitglied der IG Bergbau und schloss sich später der Gewerkschaft Öffentliche Dienste, Transport und Verkehr (ÖTV) an.

### Politische Laufbahn
Reuschenbach trat 1957 in die SPD ein. Von 1961 bis 1970 war er Geschäftsführer der Essener SPD und danach für zwei Jahre, bis zu seiner Wahl in den Deutschen Bundestag, als Referent bei Willy Brandt tätig. Den Vorsitz der SPD in Essen hatte er von 1982 bis 1987. 
Reuschenbach war von 1969 bis 1972 Ratsmitglied der Stadt Essen. Nachdem der langjährige Oberbürgermeister von Essen, Horst Katzor, wegen Krankheit ausschied, wurde Peter Reuschenbach 1984 in dieses Amt gewählt. 1989 nahm er die Wiederwahl nicht an, da es Gegenstimmen aus der eigenen Fraktion gab. 
Als stellvertretender Vorsitzender des Wirtschaftsausschusses gehörte er dem Deutschen Bundestag von 1972 bis 1994 an. Im Parlament vertrat er den Wahlkreis Essen II.
Reuschenbach wurde 1995 Repräsentant der Ruhrkohle AG. Ab 1996 leistete er als Honorarkonsul der Republik Albanien in Nordrhein-Westfalen humanitären Einsatz für die albanische Bevölkerung. Lange Jahre war er Beiratsvorsitzender der Ruhr-Stiftung des Arbeiter-Samariter-Bundes in Essen. Die ersten Stolpersteine in Essen, die an die Opfer des Nationalsozialismus erinnern, wurden auf Initiative von Reuschenbach verlegt. 
Auf dem Städtischen Friedhof in Essen-Überruhr befindet sich seine letzte Ruhestätte.

## Ehrungen
- Ehrenring der Stadt Essen, 2002
- Auf der Margarethenhöhe ist das Peter-Reuschenbach-Haus der AWO, in der er aktiv gewesen war, nach ihm benannt.